# Seleção Maori de Rugby League

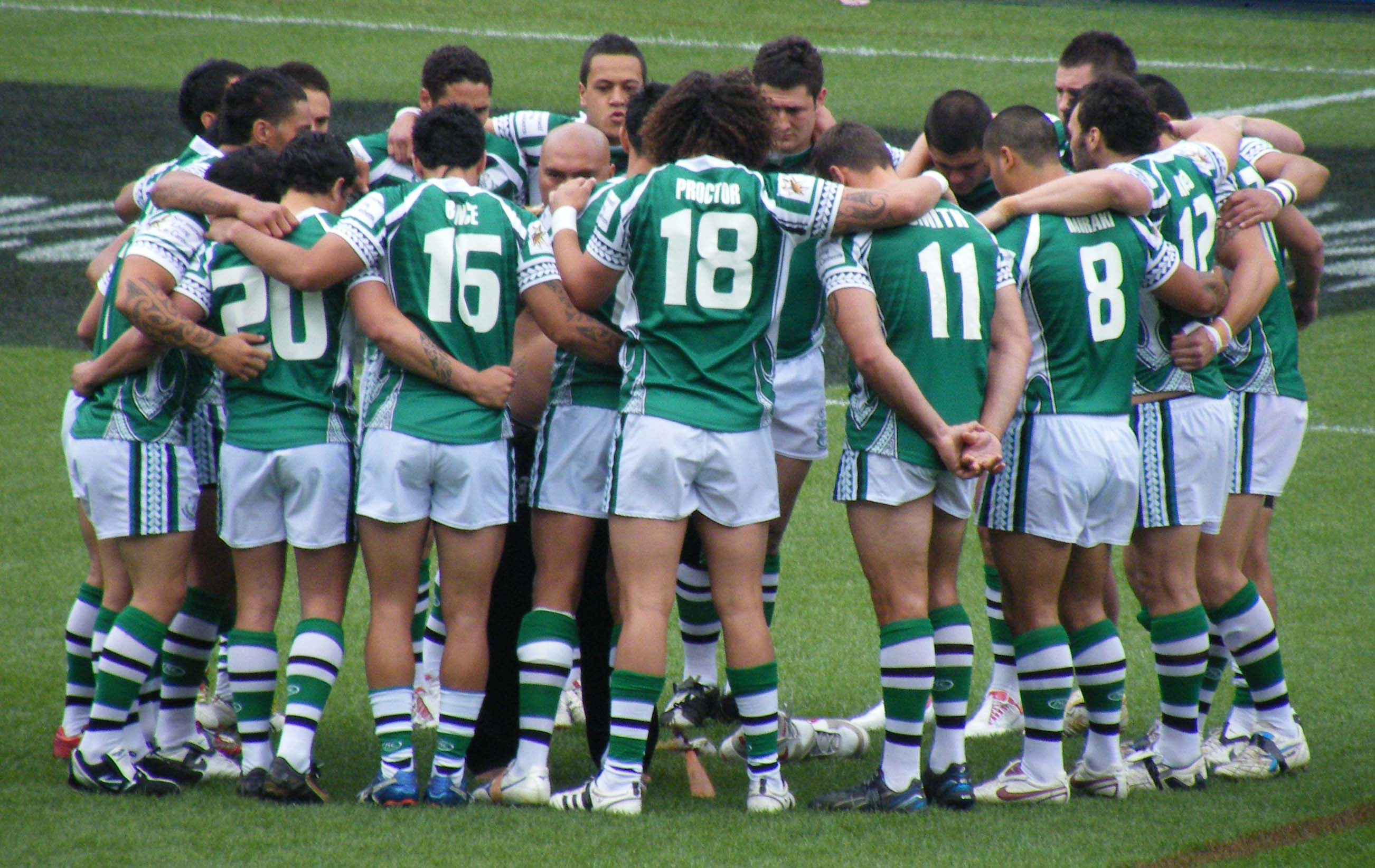
Jogadores maoris antes do amistoso contra aborígenes australianos na abertura da Copa do Mundo de Rugby League de 2008.

A Seleção Maori de Rugby League representa os maoris da Nova Zelândia no rugby league. Seus jogadores são apelidados de Aoteaora Maori.
A modalidade é secundária na Nova Zelândia. Os maoris, como o resto do país, preferem o rugby union, o código de rugby mais difundido no mundo e no qual os neozelandeses possuem a seleção mais poderosa: os All Blacks, famosos por executarem o ritual maori do haka antes de seus jogos. O rugby league tem uma certa popularidade principalmente na cidade de Auckland.
Mesmo não jogando a modalidade preferida de rugby, a Seleção Neozelandesa de Rugby League competiu em todas as Copas do Mundo de Rugby League. A seleção maori foi usada na de 2000, mesmo com esta também tendo a participação da Nova Zelândia. Os organizadores desejavam expandir a competição, que contou com o maior número de seleções participantes em uma única edição, dezesseis. Mas o aumento não acarretou em maior qualidade técnica e foi visto como irrealista. A seleção maori não voltou a jogar em Copas, mas fez uma participação na Copa de 2008: o torneio foi aberto com um amistoso entre ela e uma seleção de aborígenes australianos.